# Walter Kaminsky (Bankier)
Walter Kaminsky (* 25. Januar 1899 in Königsberg i. Pr.; † 12. Januar 1975 in Prien am Chiemsee) war der Begründer der Kundenkreditbank.

## Leben
Mit 21 Jahren schloss Kaminsky an der Universität Jena sein Jurastudium mit seiner Promotion zum Dr. iur. ab. 1922 trat er als Prokurist in den väterlichen Einzelhandelsbetrieb ein, wo er bis 1927 tätig war. 1926 kam sein Sohn Stefan Kaminsky zur Welt. In dieser Zeit wurde er Mitbegründer und stellvertretender Vorsitzender des Einzelhandelsverbandes sowie Vorstand der Industrie- und Handelskammer. Er griff eine Idee von einem Institut zur bankmäßigen Förderung der Konsumenten auf und setzte sie mit der Gründung der Kundenkredit GmbH 1926 um. Diese Bank unterstützte im Gegensatz zu allen bisherigen Bankgeschäften nicht die Händler, sondern die Endverbraucher.
Die Bank wurde ursprünglich von 20 Einzelhändlern getragen. Kaminsky war Vorsitzender des Aufsichtsrates. In der Anfangsphase wurden Konsumkredite nur für wertbeständige Konsumgüter wie Winterkleidung und Hausrat vergeben. Die Kredithöhe war begrenzt und die Abwicklung der Geschäfte nur über die Unternehmen, die an der Bank beteiligt waren, minimierten das Risiko. Die alteingesessenen Königsberger Banken, denen Kaminsky vorher die Finanzierung des Modells angetragen hatte, kommentierten seine Idee mit „komplett verrückt“. Trotz schwieriger Zeiten lagen die Verluste der neuen Bank unter einem Prozent, wozu auch die Begrenzung des Kredits auf 2.000 Reichsmark beitrug.
Noch im selben Jahr wurden in Hamburg und Spandau Kundenkreditanstalten nach dem Königsberger System errichtet. Mehrere weitere ohne die strengen Kreditsicherungsregeln errichtete Institute gingen nach kurzer Zeit in die Liquidation, so dass nur die Institute in Hamburg, Spandau und Königsberg die Weltwirtschaftskrise überstanden. Kaminsky gründete 1935 je eine Kundenkreditbank in Düsseldorf und Dortmund. 1936 legte er den Aufsichtsratsvorsitz in Königsberg nieder, da er wegen seiner Bemühungen um angemessene Abfindungen für die ausgeschlossenen jüdischen Gesellschafter als „Landesverräter“ bezeichnet wurde. Die Königsberger Kundenkredit GmbH ging mit der Stadt 1945 unter. Kaminsky war seit 1938 im Rheinland eingebunden. 1951 fusionierten die beiden Institute in Düsseldorf und Dortmund zur Kundenkreditbank KG a. A. Sie wurde 1973 von der First National Bank of New York (heute Citibank) übernommen.
Kaminsky war bis 1953 Vorsitzender der Heimatvertriebenen Wirtschaft. 1959 gehörte er zu den Gründern der Europafinanz, die er als Vorsitzender leitete.

## Stiftung
1975 wurde die Walter Kaminsky-Stiftung gegründet. Die Leitung hatte zunächst Walter Kaminskys Schwester Charlotte Kaminsky inne. Stiftungsziele sind Hilfe und Unterstützung in den Bereichen Kinder-, Jugend- und Altenhilfe, Bildung und Erziehung, Ausbildungsförderung sowie die Förderung von Musikern. Im Bereich Musik werden vornehmlich Sänger und Sängerinnen gefördert, ein Beispiel ist die Mezzosopranistin Marjana Lipovšek. Das Stiftungsvermögen betrug 2003 ca. 6,5 Mio. Euro.